# Kirchthalmühle

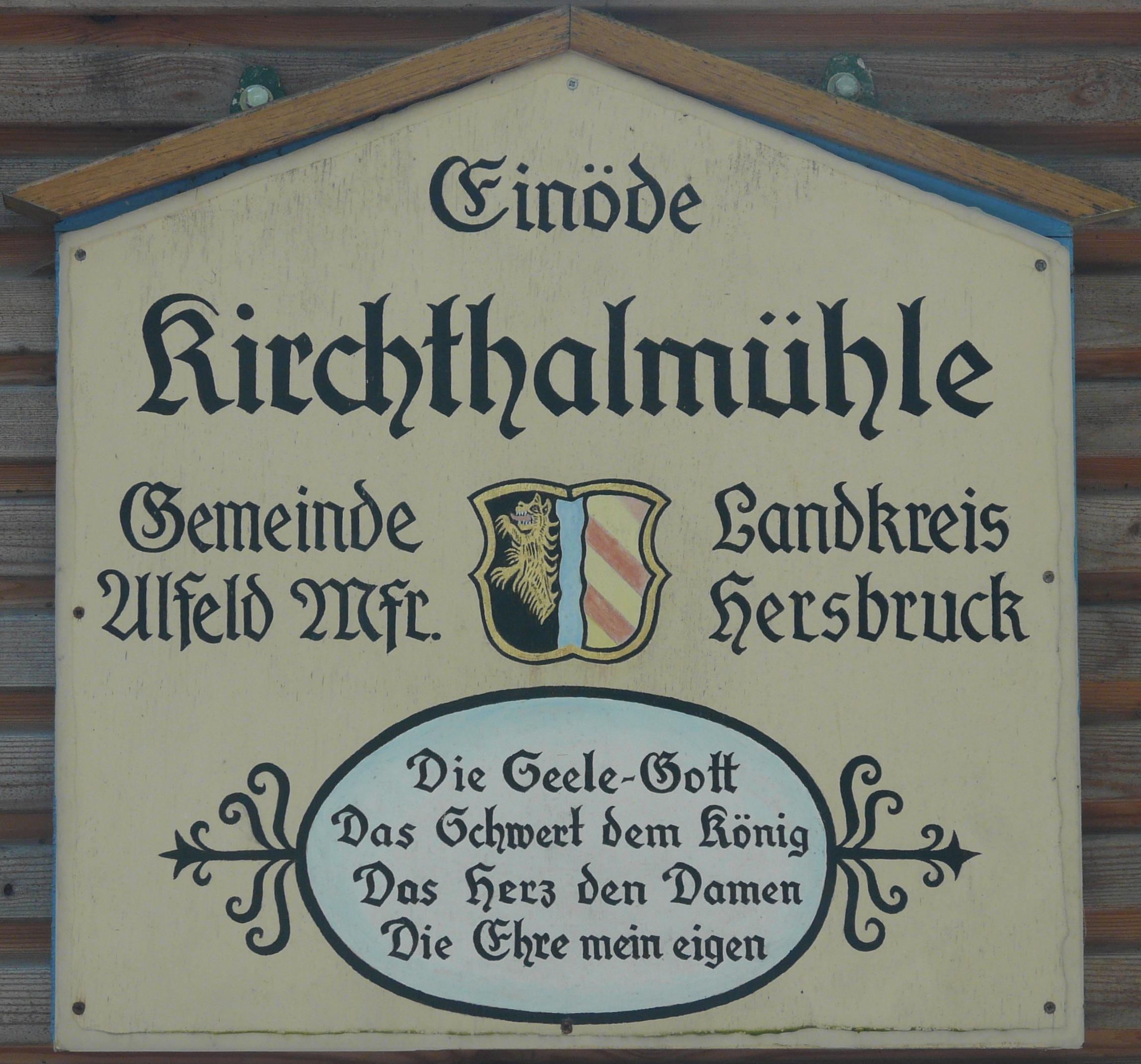
Wandtafel an der Kirchthalmühle

Kirchthalmühle ist ein Gemeindeteil der Gemeinde Alfeld im Landkreis Nürnberger Land (Mittelfranken, Bayern). Kirchthalmühle liegt in der Gemarkung Alfeld.

## Lage
Die Einöde Kirchthalmühle liegt relativ abgelegen in einem engen Bachtal, auf einer Höhe von etwa 425 Metern. Sie ist umgeben von steilen Felswänden, die den Talgrund stellenweise um knapp 180 Meter überragen. Die nur knapp östlich der Einöde gelegenen Kirchtalwände werden auch als Kletterfelsen genutzt.

## Geschichte
Der Name der Mühle geht auf eine kleine Wallfahrtskapelle zurück, die noch zu Beginn des 16. Jahrhunderts in der Nähe existiert hatte. Die Kapelle stand bei einem etwas weiter südlich gelegenen Quelltopf und wurde deshalb als „Kapelle zum Heiligen Brunnen“ bezeichnet. Daraus wurde der Name Kirchtal für das Bachtal abgeleitet, in dem die Kirchthalmühle später errichtet wurde. Der Bau der Mühle fand erst nach 1717 statt, an einem Platz ein wenig unterhalb des früheren Kapellenstandortes. Die Verwendung als Kornmühle dauerte bis in die zweite Hälfte des 19. Jahrhunderts an. Danach folgte der Umbau zu einer Pension und Gastwirtschaft, doch auch diese Nutzung wurde 1998 eingestellt. Zwölf Jahre später wurde der Gastwirtschaftsbetrieb, zusammen mit einem kleinen Biergarten, wieder aufgenommen. Diese Neubelebung endete jedoch bereits nach wenigen Jahren und seit 2015 ist die Kirchthalmühle wieder unbewirtschaftet. Einige Zeit nach der erneuten Schließung des Gaststättenbetriebes wurde ein massives Schiebetor an der südlichen Einfahrt der Mühle installiert, das in der Regel dauerhaft geschlossen ist. Seither ist die Begehung der Wanderwege in diesem Abschnitt nicht mehr möglich, da diese bis dahin mitten durch den Hofbereich der Kirchthalmühle verliefen. Dies betrifft vor allem die mit Gelbkreuz, Rotpunkt und Blaupunkt markierten Wege des Fränkischer Albvereins. Zur Umgehung des gesperrten Abschnitts wurde ein improvisierter neuer Weg angelegt, der sich allerdings in einem relativ schlechtem Zustand befindet. Dieser Weg zweigt unmittelbar vor der Hofeinfahrt vom bisherigen Wegverlauf nach links ab und umgeht die Kirchtalmühle an ihrer östlichen Seite.

### Archäologische Bodenfunde
In der nahe der Einöde gelegenen Kirchthalmühlhöhle (bzw. auch Fuchsloch genannt) wurde bei Ausgrabungsarbeiten ab dem Jahr 1914 eine Vielzahl von Siedlungsfunden freigelegt und geborgen. Sie stammen hauptsächlich aus dem Mittelneolithikum, aber auch aus anderen Zeitepochen (Spät- und Jungneolithikum, Bronze-, Urnenfelder- und Hallstattzeit).